# Ballajos
Ballajos (gr.: Βαλλαίος, Ballaíos) (II w. p.n.e.) – król iliryjski z głównym ośrodkiem w Rhizon

## Panowanie
Dzięki badaniom archeologicznym przeprowadzonym w 2016 roku przez badaczy z Ośrodka Badań nad Antykiem Europy Południowo-Wschodniej Uniwersytetu Warszawskiego rządu Ballajosa zostały przeniesione o 100 lat wstecz - Ballajos był poprzednikiem Teuty.
Wydaje się, że panował przy starej fortecy Teuty, Rhizon (obecnie Risan). Region ten był częścią rzymskiego protektoratu i królestwa Ardiajów. Został rozwiązany za czasów panowania Gentiosa. Ballajos miał jakiś rodzaj rywalizacji z Faros.

## Monety

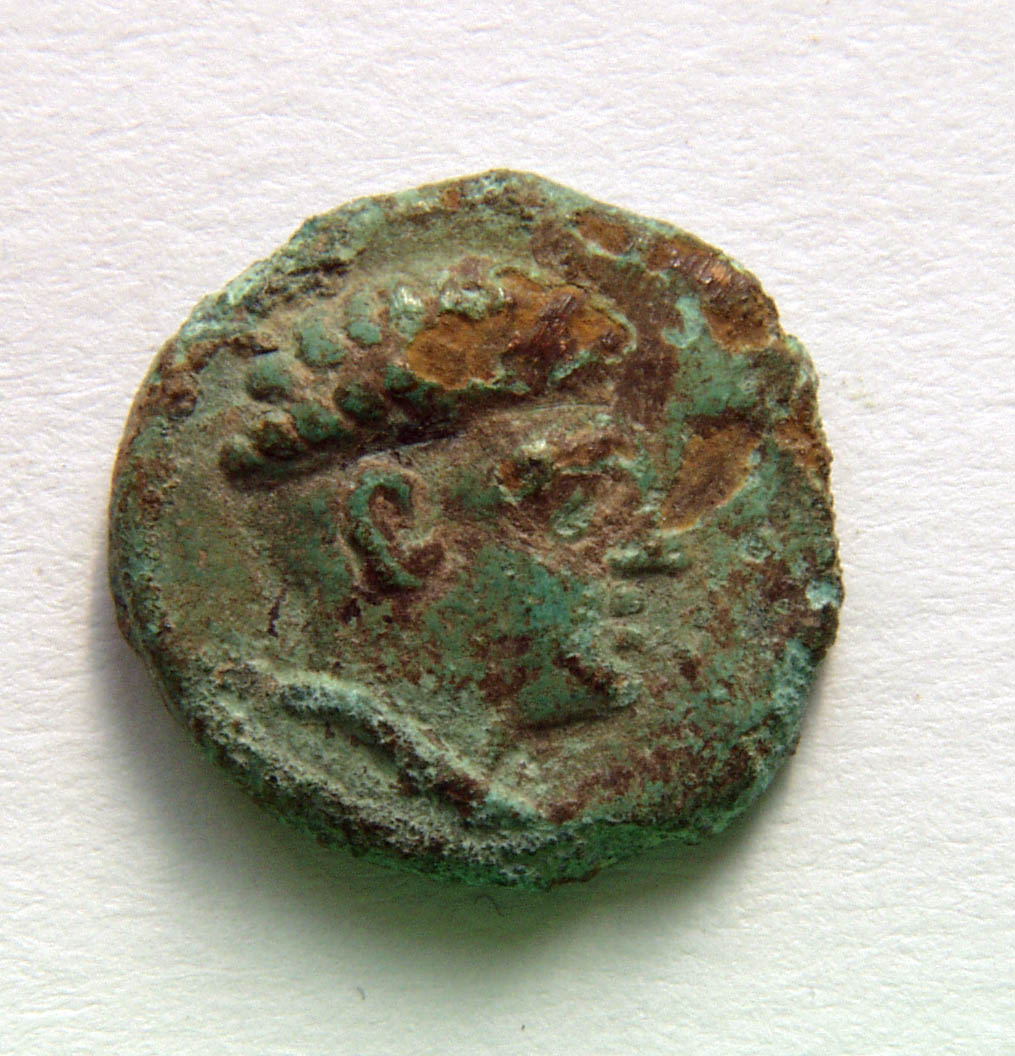
Moneta Ballajosa

Ballajos nie był wzmiankowany przez jakiegokolwiek pisarza antycznego. Obfitość jego bitych monet w regionie sugerowałaby, że był bardzo wpływową osobą. Monety dobrze znanego iliryjskiego króla Gentiosa są rzadsze w porównaniu z monetami Ballajosa. Jego srebrne emisje są rzadkie, ale brązowe monety (bez królewskiego tytułu) zdarzały się na terenie Hvaru, zarówno w pojedynczych znaleziskach jak i w zbiorach. Natomiast w Rhizon znaleziono odmienną serię zawierającą jego królewski tytuł. Monety Ballajosa były szeroko naśladowane w regionie, czasami daleko znacznie. Legenda na monetach była w języku starogreckim: ΒΑΣΙΛΕΟΣ ΒΑΛΛΑΙΟΥ („[Moneta] króla Ballajosa”), ΒΑΛΛΑΙΟΥ oraz ΡΙΖΟΝΙΤΑΝ. Stopień kultury hellenistycznej w Rhizon był bardzo wysoki.